# Primary Flight Display
En primær flyveskærm eller PFD er et moderne flyinstrument dedikeret til luftfartsinformation. Ligesom multi-funcktion display er primære flyveskærme bygget op omkring en flydende krystalskærm eller CRT-skærm. Repræsentationer af ældre six pack- eller "steam gauge"-instrumenter er kombineret på én kompakt skærm, hvilket forenkler pilotens arbejdsgang og strømliner cockpit-layouterne.